# Klaus Kotzmann
Klaus Kotzmann (17 gennaio 1960) è un ex schermidore tedesco, vincitore di una medaglia d'argento ai campionati mondiali di scherma.